# Campionati del mondo Ironman del 2018
L'edizione dei Campionati del Mondo di Ironman del 2018 si è tenuta in data 13 ottobre a Kailua-Kona, Hawaii.
Tra gli uomini ha vinto il tedesco Patrick Lange, mentre tra le donne si è laureata campionessa del mondo ironman la svizzera Daniela Ryf.
Si è trattata della 42ª edizione dei campionati mondiali di Ironman, che si tengono annualmente dal 1978 con una competizione addizionale che si è svolta nel 1982. I campionati sono organizzati dalla World Triathlon Corporation (WTC).

## Ironman Hawaii - Classifica

### Uomini
| Pos. | Tempo    | Nome          | Paese         | Ripartizione tempi | Ripartizione tempi | Ripartizione tempi | Ripartizione tempi | Ripartizione tempi |
| Pos. | Tempo    | Nome          | Paese         | Nuoto              | T1                 | Bici               | T2                 | Corsa              |
| ---- | -------- | ------------- | ------------- | ------------------ | ------------------ | ------------------ | ------------------ | ------------------ |
|      | 07:52:39 | Patrick Lange | Germania      | 50:37              | 2:05               | 04:16:05           | 2:21               | 02:41:32           |
|      | 07:56:41 | Bart Aernouts | Belgio        | 54:07              | 2:07               | 04:12:26           | 2:20               | 02:45:42           |
|      | 08:01:09 | David McNamee | Regno Unito   | 49:31              | 2:06               | 04:21:19           | 2:13               | 02:46:03           |
| 4    | 08:03:17 | Tim O'Donnell | Stati Uniti   | 47:45              | 2:15               | 04:18:46           | 2:0                | 02:52:34           |
| 5    | 08:04:41 | Braden Currie | Nuova Zelanda | 49:28              | 2:04               | 04:17:18           | 2:15               | 02:53:39           |
| 6    | 08:04:45 | Matt Russell  | Stati Uniti   | 54:02              | 1:55               | 04:12:58           | 2:54               | 02:52:57           |
| 7    | 08:05:54 | Joe Skipper   | Regno Unito   | 50:53              | 2:25               | 04:15:41           | 2:42               | 02:54:16           |
| 8    | 08:09:34 | Andy Potts    | Stati Uniti   | 49:33              | 2:05               | 04:18:51           | 3:40               | 02:56:27           |
| 9    | 08:10:32 | Cameron Wurf  | Australia     | 50:51              | 2:05               | 04:09:06           | 2:14               | 03:06:19           |
| 10   | 08:11:04 | Michael Weiss | Austria       | 54:14              | 2:50               | 04:11:28           | 2:32               | 03:00:03           |

### Donne
| Pos. | Tempo    | Nome            | Paese       | Ripartizione tempi | Ripartizione tempi | Ripartizione tempi | Ripartizione tempi | Ripartizione tempi |
| Pos. | Tempo    | Nome            | Paese       | Nuoto              | T1                 | Bici               | T2                 | Corsa              |
| ---- | -------- | --------------- | ----------- | ------------------ | ------------------ | ------------------ | ------------------ | ------------------ |
|      | 08:26:18 | Daniela Ryf     | Svizzera    | 57:26              | 3:22               | 04:26:07           | 2:18               | 02:57:05           |
|      | 08:36:34 | Lucy Charles    | Regno Unito | 48:13              | 2:10               | 04:38:11           | 2:10               | 03:05:50           |
|      | 08:41:58 | Anne Haug       | Germania    | 54:19              | 2:04               | 04:47:45           | 2:29               | 02:55:22           |
| 4    | 08:43:43 | Sarah True      | Stati Uniti | 52:04              | 2:24               | 04:49:19           | 2:18               | 02:57:38           |
| 5    | 08:50:45 | Mirinda Carfrae | Australia   | 58:16              | 2:0                | 04:46:05           | 2:43               | 03:01:41           |
| 6    | 08:52:30 | Sarah Crowley   | Australia   | 54:17              | 2:13               | 04:43:09           | 2:22               | 03:10:30           |
| 7    | 08:54:28 | Kaisa Sali      | Finlandia   | 58:21              | 2:32               | 04:44:32           | 2:58               | 03:06:06           |
| 8    | 08:57:36 | Angela Naeth    | Canada      | 58:27              | 2:52               | 04:42:26           | 2:39               | 03:11:13           |
| 9    | 08:57:55 | Corinne Abraham | Regno Unito | 58:42              | 2:25               | 04:38:16           | 2:05               | 03:16:27           |
| 10   | 08:58:58 | Linsey Corbin   | Stati Uniti | 58:22              | 2:15               | 04:48:30           | 2:36               | 03:07:15           |

## Ironman - Risultati della serie

### Uomini
| Evento                    | Oro                  | Tempo    | Argento            | Tempo    | Bronzo                 | Tempo    |
| African Championship      | Kyle Buckingham      | 08:13:00 | Josh Amberger      | 08:16:01 | Maurice Clavel         | 08:18:51 |
| Philippines               | Nick Baldwin         | 08:50:13 | Cameron Brown      | 08:56:49 | Simon Cochrane         | 08:58:58 |
| Malaysia                  | Daniil Sapunov       | 08:33:36 | Kaito Tohara       | 08:55:13 | Urs Müller             | 09:09:11 |
| Gurye                     | Andrey Yatskov       | 09:22:28 | Bruno Gonçalves    | 09:34:36 | Hyunsoo Sun            | 09:37:41 |
| Taiwan                    | Daniel Fontana       | 07:47:35 | Jarrod Harvey      | 07:50:29 | Alexander Polizzi      | 08:01:21 |
| Kärnten                   | Michael Weiss        | 08:04:46 | Ivan Tutukin       | 08:13:21 | Andy Potts             | 08:14:25 |
| Barcelona                 | Jesper Svensson      | 08:05:56 | Franz Loeschke     | 08:06:07 | Miquel Blanchart Tinto | 08:14:23 |
| Copenhagen                | Cyril Viennot        | 07:59:52 | Kristian Hogenhaug | 08:02:53 | Giulio Molinari        | 08:05:56 |
| Emilia Romagna            | Andi Boecherer       | 08:01:50 | Michael Rünz       | 08:18:10 | Julian Mutterer        | 08:23:38 |
| European Championship     | Jan Frodeno          | 08:00:58 | Patrik Nilsson     | 08:08:15 | Patrick Lange          | 08:09:26 |
| France                    | Frederik Van Lierde  | 08:25:22 | Antony Costes      | 08:35:42 | Cameron Wurf           | 08:39:14 |
| Hamburg                   | Bart Aernouts        | 07:05:26 | Joe Skipper        | 07:12:35 | James Cunnama          | 07:13:54 |
| Kalmar                    | Martin Olsson        | 08:44:29 | Corinne Abraham    | 08:45:06 | Magnus Olander         | 08:46:46 |
| Lanzarote                 | Alessandro Degasperi | 08:52:16 | Ivan Raña          | 08:58:37 | Cyril Viennot          | 09:01:36 |
| Tallinn                   | Philipp Koutny       | 08:01:18 | Marc Duelsen       | 08:06:16 | Marko Albert           | 08:07:11 |
| UK                        | Joe Skipper          | 07:55:34 | Marc Duelsen       | 08:02:54 | Fabian Rahn            | 08:18:23 |
| Vichy                     | Norman Banick        | 08:37:37 | Tim Brydenbach     | 08:45:46 | Mark Pellew            | 08:52:51 |
| Wales                     | Matt Trautman        | 08:53:21 | Philip Graves      | 09:00:13 | Gustavo R. Iglesias    | 09:09:50 |
| Arizona                   | Eneko Llanos         | 08:04:24 | Clemente Alonso    | 08:08:41 | Tj Tollakson           | 08:09:53 |
| Penticton                 | Brent Mcmahon        | 08:31:33 | Jeff Symonds       | 08:40:27 | Matt Russell           | 08:45:33 |
| Chattanooga               | Cody Beals           | 07:10:22 | Matt Russell       | 07:21:55 | Kirill Kotsegarov      | 07:23:06 |
| Florida                   | Steve Jackson        | 09:09:52 | Graham Sheppard    | 09:12:40 | Kim Visby              | 09:17:20 |
| Louisville                | Chris Leiferman      | 07:34:08 | Sam Long           | 07:39:21 | Greg Close             | 07:42:55 |
| Lake Placid               | Edward Baker         | 09:18:28 | Heather Jackson    | 09:18:49 | Gregory Binns          | 09:29:39 |
| Maryland                  | Todd Burns           | 08:48:15 | Edward Schmitt     | 08:54:33 | Henry Tragle           | 09:02:11 |
| Santa Rosa                | Derk De Korver       | 08:42:02 | Matthew Malone     | 08:53:33 | Sami Inkinen           | 08:54:46 |
| Texas                     | Matt Hanson          | 07:39:25 | Ivan Tutukin       | 07:39:57 | Will Clarke            | 07:45:22 |
| Wisconsin                 | Ryan Giuliano        | 08:53:55 | Robert Brundish    | 09:00:11 | Linsey Corbin          | 09:12:39 |
| Australia                 | Marino Vanhoenacker  | 08:14:38 | Luke Mckenzie      | 08:18:11 | Mark Bowstead          | 08:26:26 |
| Western Australia         | Terenzo Bozzone      | 07:56:00 | Cameron Wurf       | 07:57:40 | Matt Burton            | 08:07:18 |
| New Zealand               | Terenzo Bozzone      | 07:59:57 | Joe Skipper        | 08:05:33 | Cameron Brown          | 08:07:10 |
| Asia-Pacific Championship | Braden Currie        | 07:54:58 | Javier Gomez       | 07:56:38 | Terenzo Bozzone        | 08:00:06 |
| Brazil                    | Jesper Svensson      | 08:08:06 | Igor Amorelli      | 08:14:29 | Thiago Vinhal          | 08:19:11 |
| Cozumel                   | Michael Weiss        | 07:58:34 | Samuel Huerzeler   | 08:11:13 | Ivan Rana              | 08:12:19 |

### Donne
| Evento                    | Oro                  | Tempo    | Argento               | Tempo    | Bronzo              | Tempo    |
| African Championship      | Lucy Charles-Barclay | 08:56:06 | Susie Cheetham        | 09:02:58 | Linsey Corbin       | 09:07:10 |
| Philippines               | Liz Blatchford       | 09:22:22 | Dimity Lee Duke       | 09:40:45 | Simmone Maier       | 09:47:39 |
| Malaysia                  | Mareen Hufe          | 09:25:21 | Simona Krivankova     | 09:55:35 | Federica De Nicola  | 09:57:28 |
| Gurye                     | Jihyun Lee           | 10:33:57 | Simone Boehm          | 10:49:26 | Mei See Chin        | 10:53:10 |
| Taiwan                    | Sue Huse             | 08:25:03 | Sonia Bracegirdle     | 08:31:59 | Katharina Grohmann  | 08:34:40 |
| Kärnten                   | Mareen Hufe          | 09:00:32 | Lisa Huetthaler       | 09:01:47 | Emma Pallant        | 09:03:59 |
| Barcelona                 | Laura Philipp        | 08:34:57 | Hanna Maksimava       | 09:08:18 | Yvonne Van Vlerken  | 09:10:49 |
| Copenhagen                | Alexandra Winter     | 12:09:56 | Justine Attia         | 12:10:13 | Kristine Rye Jensen | 12:10:26 |
| Emilia Romagna            | Daniela Saemmler     | 09:05:49 | Gabriella Zalinka     | 09:19:51 | Bianca Steurer      | 09:22:19 |
| European Championship     | Daniela Ryf          | 08:38:44 | Sarah True            | 09:05:19 | Sarah Crowley       | 09:11:31 |
| France                    | Corinne Abraham      | 09:11:39 | Carrie Lester         | 09:27:30 | Manon Genêt         | 09:32:34 |
| Hamburg                   | Sarah Crowley        | 08:08:21 | Katharina Grohmann    | 08:13:30 | Maja Stage-Nielsen  | 08:21:23 |
| Kalmar                    | Corinne Abraham      | 08:45:06 | Asa Lundstrom         | 08:54:35 | Angela Naeth        | 09:01:03 |
| Lanzarote                 | Lucy Gossage         | 09:49:27 | Michelle Vesterby     | 09:57:11 | Nikki Bartlett      | 10:01:46 |
| Tallinn                   | Evgenia Boulmeti     | 09:50:01 | Iina Lumiaho          | 09:53:43 | Maria Kasurinen     | 09:58:51 |
| UK                        | Lucy Gossage         | 08:51:18 | Camilla Lindholm Borg | 09:24:15 | Angela Naeth        | 09:33:48 |
| Vichy                     | Louise Walker        | 05:21:38 | Sicard Laetitia       | 05:21:59 | Yasmine Willems     | 05:22:56 |
| Wales                     | Lucy Gossage         | 09:52:37 | Camilla Pedersen      | 10:05:41 | Nikki Bartlett      | 10:14:43 |
| Arizona                   | Heather Jackson      | 08:39:18 | Carrie Lester         | 08:44:13 | Jen Annett          | 08:51:29 |
| Penticton                 | Ailsa MacDonald      | 10:34:35 | Meghan Faulkenberry   | 10:35:42 | Erin Crum           | 10:49:02 |
| Chattanooga               | Lauren Harrison      | 09:02:32 | Marj Rinaldo          | 09:03:25 | Cat Heidrich        | 09:10:22 |
| Florida                   | Tami Ritchie         | 10:20:21 | Brittany Vocke        | 10:22:25 | Jaime Simmons       | 10:23:14 |
| Louisville                | Jennifer Spieldenner | 08:43:22 | Michaela Herlbauer    | 08:45:29 | Lisa Roberts        | 08:46:15 |
| Lake Placid               | Heather Jackson      | 09:18:49 | Jen Annett            | 09:33:48 | Sarah Piampiano     | 09:43:24 |
| Maryland                  | Maggie Walsh         | 09:27:51 | Ginny Cataldi         | 09:42:37 | Katie Schick        | 09:56:17 |
| Santa Rosa                | Amy Farrell          | 09:51:25 | Caroline Cobble       | 09:58:04 | Kayla Schmidt       | 10:04:27 |
| Texas                     | Mel Hauschildt       | 08:31:05 | Jodie Robertson       | 08:43:16 | Lesley Smith        | 08:43:51 |
| Wisconsin                 | Linsey Corbin        | 09:12:39 | Jennie Hansen         | 09:47:06 | Kati Morales        | 09:50:12 |
| Australia                 | Laura Siddall        | 09:05:59 | Melanie Burke         | 09:29:50 | Kelsey Withrow      | 09:45:00 |
| Western Australia         | Caroline Steffen     | 08:49:45 | Barbara Riveros       | 09:08:08 | Dimity-Lee Duke     | 09:15:36 |
| New Zealand               | Laura Siddall        | 09:00:45 | Teresa Adam           | 09:05:36 | Jocelyn Mccauley    | 09:12:52 |
| Asia-Pacific Championship | Teresa Adam          | 08:53:16 | Mirinda Carfrae       | 08:59:17 | Beth Mckenzie       | 09:03:10 |
| Brazil                    | Kirsty Jahn          | 08:54:57 | Sarah Piampiano       | 09:03:33 | Bruna Mahn          | 09:10:37 |
| Cozumel                   | Svenja Thoes         | 08:56:17 | Angela Naeth          | 08:57:02 | Lisa Roberts        | 09:18:32 |